# Gentiana ligustica
Gentiana ligustica är en gentianaväxtart som beskrevs av R. de Vilmorin och Chopinet. Gentiana ligustica ingår i släktet gentianor, och familjen gentianaväxter. Inga underarter finns listade i Catalogue of Life.